# 코슈트 러요시

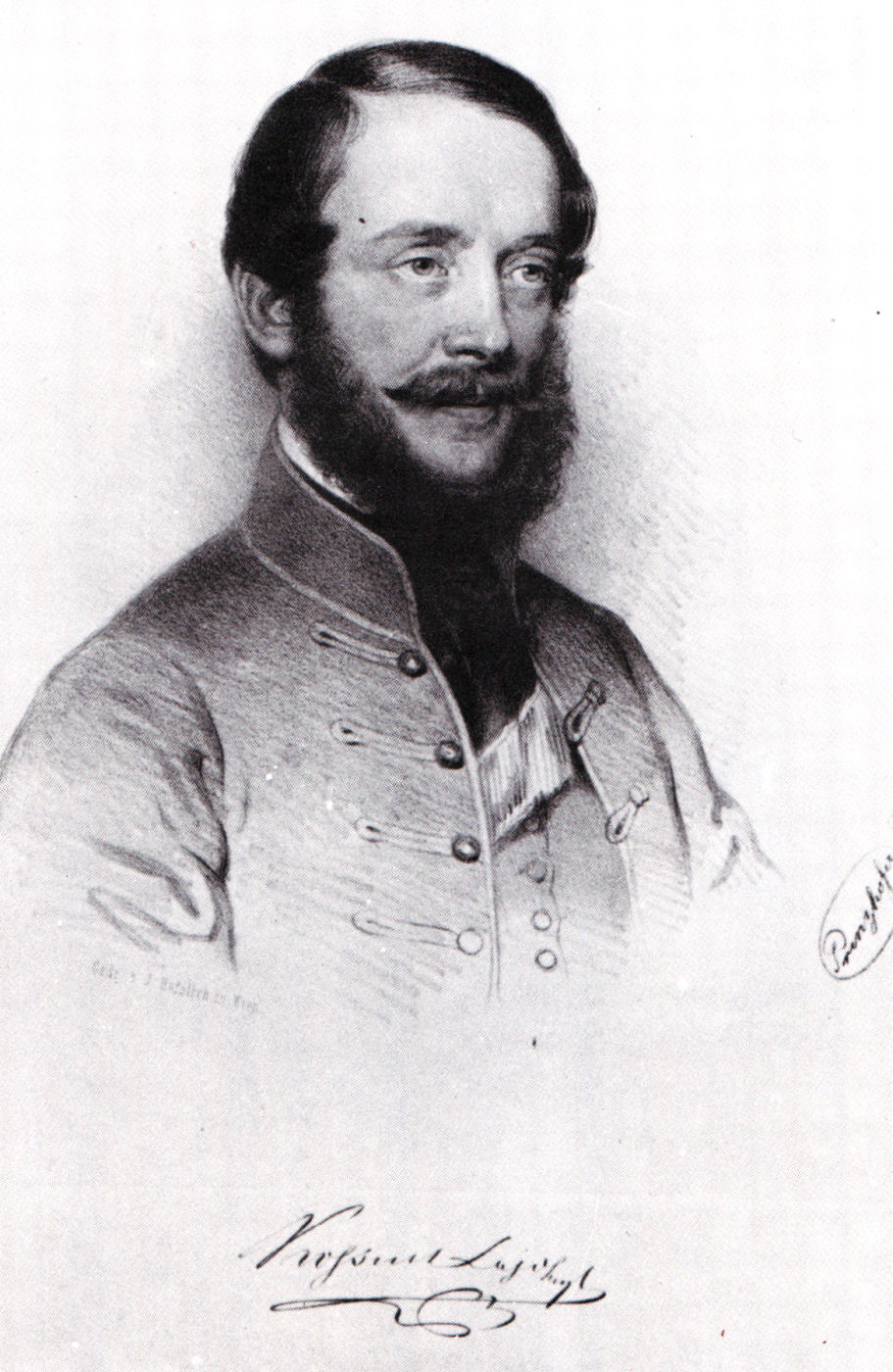
코슈트 러요시

코슈트 러요시(헝가리어: Kossuth Lajos, 1778년 9월 19일 ~ 1870년 3월 20일)는 헝가리의 대표적인 민족주의자이며 1848년 헝가리 혁명의 지도자였다. 1849년에 그는 오스트리아로서부터 독립을 선언한 헝가리 왕국의 섭정 대통령이 되었으나 헝가리 혁명이 러시아군과 오스트리아군에 의해 진압되면서 외국으로 피신하였다. 망명 이후로도 헝가리의 민족주의를 선전하기 위해 강대국 지도자들을 만나는 등 캠페인을 계속하였다.
그는 1894년 이탈리아 토리노에서 사망하였다.